# Bailarinas de azul
Bailarinas tras las bambalinas, también conocido como Cuatro bailarinas de azul o Bailarinas de azul es un pastel del pintor francés Edgar Degas, realizado alrededor de 1897 y conservado en el Museo Pushkin de Moscú.

## Descripción
La obra se distingue por su equilibrio compositivo extremadamente elegante. El pastel representa en un plano cercano a cuatro bailarinas ajustando sus trajes de ballet, teñidos de azul, antes de subir al escenario para la actuación. Degas interpreta este arreglo de ropa con cadencias teatrales, escenificando un verdadero ballet en el que giran miembros, bustos y rostros. Sin embargo, la división simétrica de los espacios se dinamiza por el recurso de dejar fuera de plano una parte del cuerpo de una de las bailarinas por debajo, de modo que la imagen aparece menos meditada y más casual.
Aunque la impresión que da el cuadro es la de una visión accidental, Degas medita muy claramente sobre los equilibrios compositivos del pastel, ya comentados. Además, atento a los dibujos al carboncillo o a lápiz de los maestros modernos, el pintor orquesta un hábil juego de sombreado. Estos últimos, superpuestos entre sí, dan mayor cuerpo a las cuatro bailarinas. «Amaba el cuerpo humano como armonía material, como bella arquitectura en movimiento», comentaba Charles Baudelaire. También en esta obra, Degas se permite una amplia libertad de perspectiva: las figuras, de hecho, están vistas desde arriba, determinando así una considerable claustrofobia espacial.
El agudo análisis de Paul Valéry, uno de los biógrafos más intensos de Degas, se relata a continuación:

[…] Tiene un buen juego para aplicarse a las bailarinas: las capta más que halagarlas; las define. Como un escritor que se esfuerza por alcanzar la máxima precisión en la forma, multiplica las malas copias, borra, palpa, y nunca se engaña a sí mismo de haber llegado al estado “póstumo” de la propia obra, así es Degas: retoma sin cesar el dibujo, lo profundiza, lo cierra, lo envuelve, de hoja en hoja, de calco en calco. Regresa a este tipo de evidencia a veces; lo esparce de colores, mezcla el pastel y el carboncillo: las faldas son amarillas en una, moradas en otra. Pero la línea, las actitudes, la prosa están ahí abajo: esenciales y separables, utilizables en otras combinaciones […]. Creo que sintió el miedo de aventurarse en el lienzo y abandonarse a los placeres de la ejecución. Era un excelente jinete que desconfiaba de los caballos.
Paul Valèry